# Puig del Moro (el Port de la Selva)
El Puig del Moro és una muntanya de 152 metres que es troba al municipi del Port de la Selva, a la comarca catalana de l'Alt Empordà.